# (8349) 1988 DH1
(8349) 1988 DH1 est un astéroïde de la ceinture principale découvert en 1988.

## Description
(8349) 1988 DH1 a été découvert le 19 février 1988 à l'observatoire Gekko, situé à Shizuoka (Japon), par Yoshiaki Ōshima.

### Caractéristiques orbitales
L'orbite de cet astéroïde est caractérisée par un demi-grand axe de 2,24 UA, un périhélie de 1,99 UA, une excentricité de 0,11 et une inclinaison de 6,59° par rapport à l'écliptique. Du fait de ces caractéristiques, à savoir un demi-grand axe compris entre 2 et 3,2 UA et un périhélie supérieur à 1,666 UA, il est classé, selon la JPL Small-Body Database, comme objet de la ceinture principale.

### Caractéristiques physiques
(8349) 1988 DH1 a une magnitude absolue (H) de 14,2 et un albédo estimé à 0,083.